# Rovensko (ort i Tjeckien)
Rovensko är en ort i Tjeckien.   Den ligger i regionen Olomouc, i den östra delen av landet, 180 km öster om huvudstaden Prag. Rovensko ligger 302 meter över havet och antalet invånare är 719.
Terrängen runt Rovensko är kuperad åt sydost, men åt nordväst är den platt. Rovensko ligger nere i en dal. Runt Rovensko är det ganska tätbefolkat, med 134 invånare per kvadratkilometer. Närmaste större samhälle är Šumperk, 9,3 km nordost om Rovensko. Trakten runt Rovensko består till största delen av jordbruksmark.